# Självselektion
Självselektion är ett begrepp inom statistiken, som innebär att individer väljer in sig själva i en grupp. 
Självselektion är ett problem inom sociologi, psykologi, nationalekonomi och flera andra samhällsvetenskaper.